# Friedrich August von Finck
Friedrich August von Finck (25. november 1718 i Strelitz – 22. februar 1766 i København) var en preussisk og dansk officer.
Finck var søn af jægermester og overskænk, senere staldmester hos kejserinde Anna af Rusland, Johann Wilhelm von Finck (1686-1742) og Juliane Elisabeth von Maltzahn (1688-1756). Han gik som ganske ung først i østrigsk og derpå 1738 i russisk tjeneste. Da han havde erhvervet sig krigserfaring, trådte han 1743 ind i den preussiske hær som major og kgl. fløjadjudant. I den Anden Schlesiske Krig kommanderede han en grenadérbataljon og blev ved en rask befordring allerede generalløjtnant 1759, da han ved sin dygtighed og energi var i høj yndest hos Frederik II og prins Henrik. Da blev han samme år ramt af den for en tapper soldat hårdeste skæbne, i det han efter et udmærket ført forsvar med sit korps på 13.000 mand imod en tredobbelt styrke måtte strække våben ved den kendte kapitulation ved Maxen (21. november 1759). Da han vendte tilbage fra krigsfangenskabet 1763, måtte han bøde hårdt under Frederik II's unåde ved en etårig fæstningsstraf og kassation. Han drog da til Danmark, hvor han 7. november 1764 blev udnævnt til general. Man søgte at drage nytte af den krigserfarne mands indsigter, og han blev 6. april 1765 under Claude-Louis de Saint-Germains styrelse udnævnt til 1. deputeret i General-Krigsdirektoriet og samme år til chef for Holstenske gevorbne Regiment. Ved Direktoriets opløsning blev han 1766 Ridder af Dannebrog, men lidelser og græmmelser havde tæret på hans liv, og han døde allerede 22. februar samme år i København.
Frederik II af Preussen synes at have angret sin behandling af Finck og viste senere hans børn megen nåde. Finck var forfatter til skriftet Gedanken über militärische Gegenstände, der udkom posthumt 1788.
Han blev gift 16. januar 1755 med Ulrica Henriette (Regetta) Buckenhagen (ca. 1736 – 13. marts 1766 i København), d. af landråd i Cottbus Julius Adolph B.
Han er begravet i Garnisons Kirke.